# Aggregat
Aggregat bylo označení pro jednotlivé typy balistických raket vyvinutých pro nacistické Německo v letech 1933–1945 Wernher von Braunem a jeho pracovní skupinou, které velel pozdější generál Walter Dornberger. Největším úspěchem programu byl Aggregat-4 (A-4) známý především pod názvem V-2.

## Technické údaje raket typu A
Informace v tabulce z knihy Dora - Zadrátované myšlenky a vzpomínky.

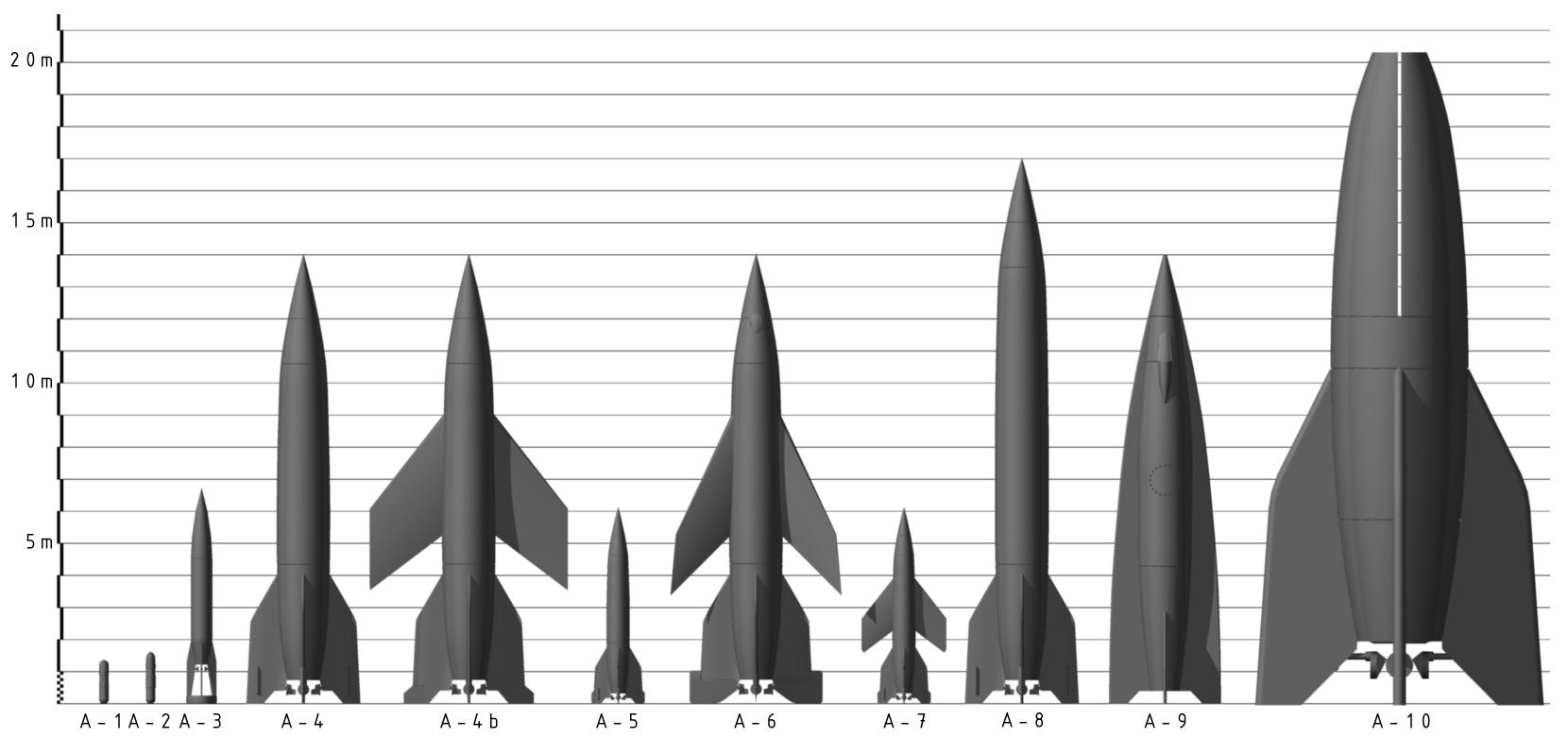
Srovnání různých typů raket Aggregat

| Aggregat                     | A-1   | A-2   | A-3  | A-4     | A-4b  | A-5  | A-6 | A-7  | A-8 | A-9   | A-10  |
| ---------------------------- | ----- | ----- | ---- | ------- | ----- | ---- | --- | ---- | --- | ----- | ----- |
| Vznik                        | 1933  | 1934  | 1938 | 1940-42 | 1944  | 1938 |     | 1941 |     | 1941  | 1941  |
| Tah motoru [kN]              | 2,9   | 2,9   | 15,4 | 250     | 250   | 15,4 |     | 15,4 |     |       | 2040  |
| Doba funkce motoru [s]       | 16    | 16    | 45   | 68      | 68    | 45   |     | 45   |     | 68    | 50    |
| Specifický impuls [N.s/kg]   | 1560  | 1560  | 1850 | 1990    | 1990  | 1850 |     | 1850 |     | 2280  | 1850  |
| Hmotnost PHM [kg]            | 40    | 40    | 450  | 8947    |       | 450  |     | 450  |     | 8750  | 62000 |
| Délka [m]                    | 1,4   | 1,4   | 7,65 | 14,3    | 14,3  | 7,65 |     | 7,65 |     | 14,2  | 20,00 |
| Průměr [m]                   | 0,304 | 0,304 | 0,76 | 1,65    | 1,65  | 0,86 |     | 0,86 |     | 1,64  | 4,15  |
| Vzletová hmotnost [kg]       | 150   | 150   | 750  | 12910   | 13000 | 900  |     | 800  |     | 13000 | 87000 |
| Hmotnost prázdné rakety [kg] |       |       |      | 3986    | 4230  |      |     |      |     | 4500  | 25000 |
| Hmotnost nálože [kg]         |       |       |      | 750     | 750   |      |     |      |     |       | 975   |
| Max. rychlost [km/hod]       |       |       |      | 2900    | 5500  | 2000 |     |      |     |       | 11000 |
| Dolet [km]                   |       |       | 20   | 380     | 590   | 18   |     |      |     | 800   | 4500  |
| Dostup [km]                  |       | 2,2   |      |         | 96,6  | 12,2 |     |      |     |       | 350   |

## A-1
Výsledkem vývoje první německé vojenské pokusné rakety pod vedením kapitána Waltera Dornbergera byl Aggregat-1. A-1 měla hliníkovou spalovací komoru, zapuštěnou do palivové nádrže, což mělo chlazením zabránit poškození komory. Jako pohonná látka byl využit 75% etanol a 25% kapalný kyslík. Při letu jej měl stabilizovat zabudovaný gyroskop o hmotnosti 40 kilogramů. V důsledku zpožděného zážehu pohonných hmot, které se nahromadily ve spalovací komoře, první prototyp A-1 explodoval ještě před startem. Množství nedostatků vedlo k zastavení prací na A-1 a vývoj se soustředil na další pokusnou raketu A-2. Jedním z konstruktérů byl i mladý Wernher von Braun.

## A-2

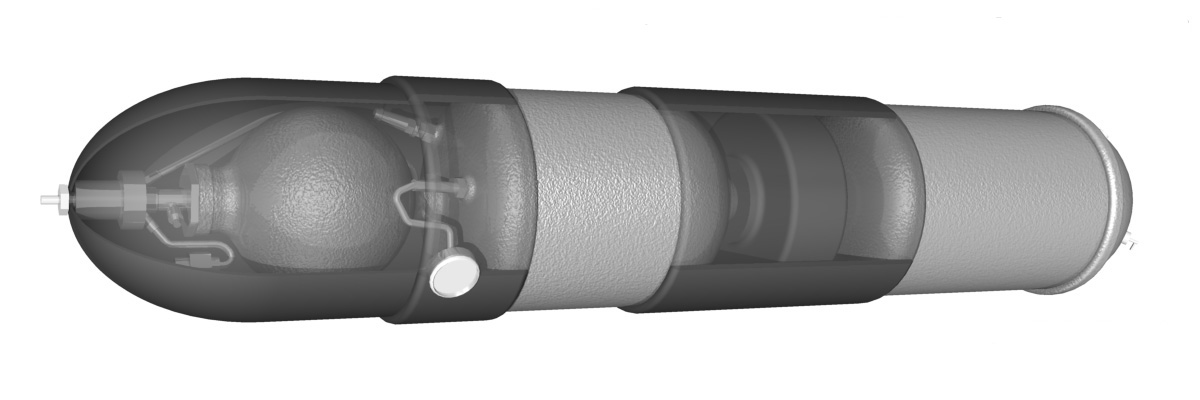
A-2

A-2 měla stejné parametry jako Aggregat-1. Poháněl ji stejný motor, měla však zdokonalený palivový rozvod, gyroskop byl přesunut z přídě níž, mezi dvě oddělené palivové nádrže, z kterých vytlačoval palivo dusík z tlakové nádoby umístěné v hlavici rakety. V prosinci 1934 proběhly dva zkušební starty z ostrova Borkum v Severním moři. Obě rakety dosáhly výšky 2 200 metrů a bezpečně přistály na padácích. Přes úspěch provedených zkoušek bylo třeba vyvinout raketu mnohem větší a se silnějším motorem, jelikož A-2 dosáhla svých technických hranic.

## A-3
Podstatně rozměrnější raketa A-3 měla dlouhý trup se čtyřmi stabilizátory. Konstrukce rakety však přinesla mnoho nových problémů. Základním problémem byla výroba spalovací komory a zabránit jejímu propálení důsledkem nestejnoměrného hoření pohonných hmot. Výrobní postup komory ze slitiny hliníku a hořčíku se podařilo vyřešit elektrickým svářením v inertní atmosféře a propálení se zabránilo instalací centrálního vstřikovacího zařízení. Pohonnými látkami byly kapalný kyslík a 75% etanol. Dodávat pohonné hmoty do spalovací komory mělo na rozdíl od předchozích typů turbočerpadlo. Jelikož se nepodařilo vyřešit problém plynulého dodávání paliva, konstruktéři byli nuceni vrátit se k dodávkám pohonných hmot pomocí stlačeného plynu. Do nádrží s palivem byly zabudovány topné spirály pro lepší odpařování. Ve špici rakety byl akumulátor, který tvořil zdroj energie, měřící přístroje a tři kamery, které zaznamenávaly jejich hodnoty. Byl zde teploměr, barograf a kompas. A-3 měla padák, tudíž by pořízené záznamy měly být uchovány. Během vývoje rakety A-3 byly uvolněny velké finanční prostředky na zbrojení a válečné přípravy. Byla vystavěna střelnice na ostrově Usedom a výzkumné středisko v Peenemünde. Před dobudováním střediska v Peenemünde byla postavena startovací rampa na ostrově Greifswalder Oie, kde byly testovány prototypy A-3. Byly provedeny čtyři pokusné lety. Při všech čtyřech startech rakety krátce po startu vypustily předčasně padák, který rakety odklonil ze směru letu a následovaly havárie. Hlavní příčinou byl systém řízení, který se nedokázal vyrovnat s bočním větrem vyšším než 4 m/s a nedostatečnou stabilizační plochou stabilizátorů. Přes neúspěch všech vypuštěných raket, vývoj přinesl řadu poznatků, které umožnily vývoj dalšího, mnohem většího typu rakety A-4.

## A-4

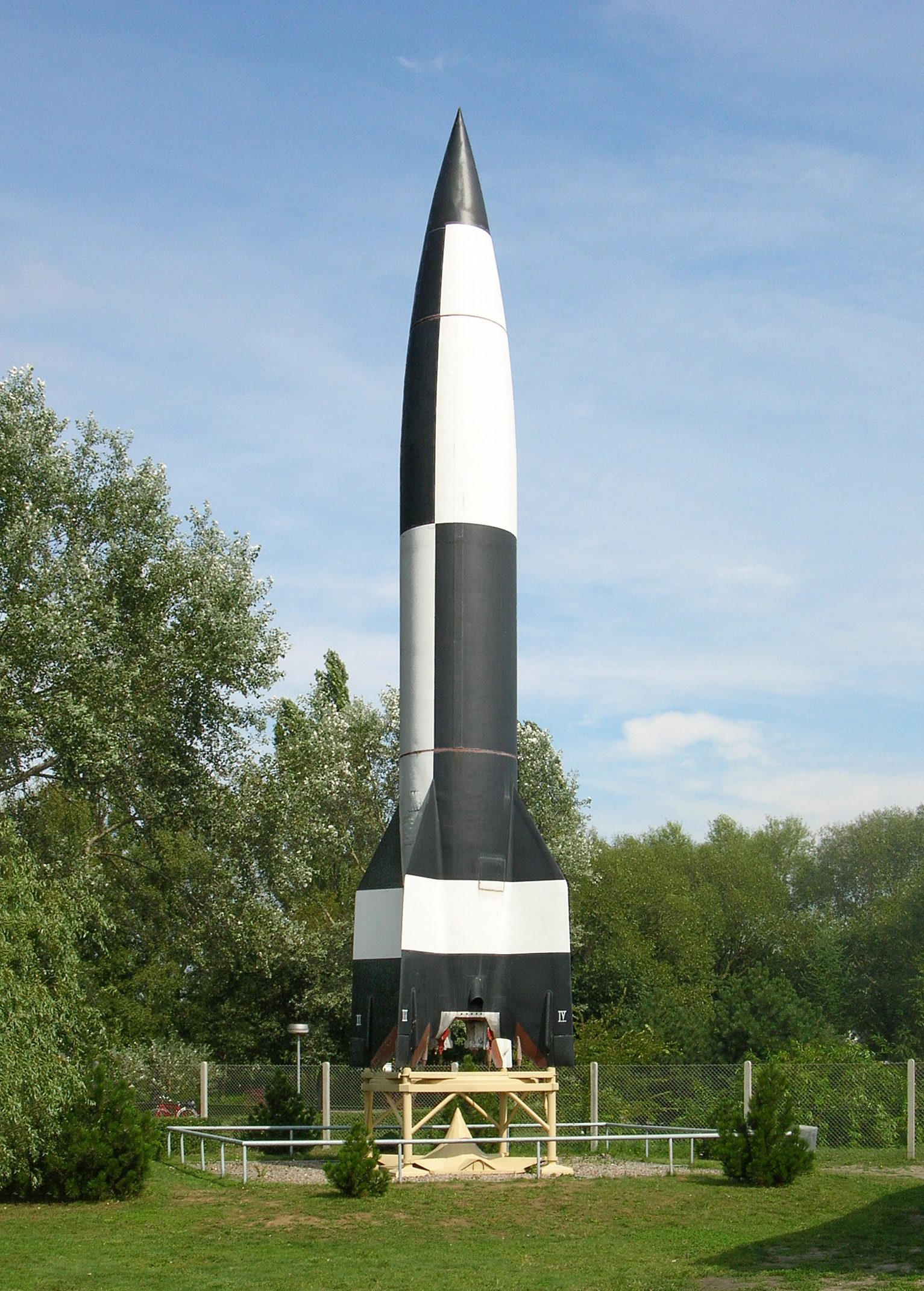
Replika A-4(V-2) v muzeu v Peenemünde

Díky poznatkům z předešlých pokusných raket začali němečtí konstruktéři vyvíjet bojovou raketu, která již přešla do sériové výroby a stala se první bojově nasazenou operačně taktickou raketovou střelou v dějinách. Raketa známá především pod svým bojovým označením V-2, byla použita Německem v 2. světové válce proti Velké Británii a Belgii k ostřelování vojenských a civilních cílů. Trup rakety a stabilizátory byly z válcovaného plechu. Pohonnou jednotkou byl motor na kapalné pohonné hmoty, který používal z nádrže jako palivo 3 450 kilogramů 75% etanolu a 4 955 kilogramů kapalného kyslíku. Pohonné hmoty byly do spalovací komory přepravovány z nádrží pomocí turbočerpadla poháněného paroplynovou turbínou, kterou poháněl katalyticky rozkládaný peroxid vodíku. Bojová hlavice nesla 730 kilogramů výbušné látky Amatol 60/40. O raketě A-4 více pojednává článek V-2.

### A-4b
Důvodem vzniku odlišného typu pod označením A-4b bylo zvýšení doletu rakety na 800 kilometrů. Měla být využita jako druhý stupeň (A-9) dvoustupňové verze mezikontinentálního prototypu (A-9/A-10). Základem rakety byl typ A-4 (V-2) vybavený křídly, díky kterým měla raketa na vrcholu balistické křivky přejít do klouzavého letu. Byly uskutečněny dva pokusné starty. První dne 27. prosince 1944, při kterém došlo k explozi prototypu pár sekund po startu. Koncem ledna 1945 se při druhém pokusu raketa zřítila po přechodu do klouzavého letu, když se jí zlomilo jedno z křídel.

## A-5
Pokusná raketa A-5 byla navržena pouze pro vývoj a ověření letových vlastností A-4. Byla podobného tvaru jako A-4 jen menší a konstrukčně navazovala na prototyp A-3. Dosahovala nadzvukové rychlosti a měla vylepšené stabilizační plochy. Plynová kormidla byla vyrobená z grafitu, pro jeho tepelnou odolnost. Vzhledem k rychlosti, které raketa dosahovala měla dva padáky, z nichž první vypuštěný prototyp pouze zbrzdil ze 100 na 20 m/s a teprve poté byl vypuštěn hlavní padák. Poprvé raketa vzlétla v říjnu 1939 a celkem jich vzlétlo přibližně 100 kusů.

## A-6
Další prototypy raket Aggregat již nepřekročily rámec studie. Projekt střely A-6 byl pouze vývojovým stupněm A-4, při kterém měla být použita nová kombinace pohonných hmot. Pohonnými látkami měly být vinyléter a kyselina dusičná. Nepodařilo se však vyvinout součásti motoru, které by agresivním látkám odolávaly.

## A-7
Prototyp A-7 byla pouze studie při vývoji střely A-9/A-10. Základem rakety měla být A-5, na níž měla být instalována kosodélníková křídla, podobně jako u A-4b. Stejně jako u A-4b měla křídla zvětšit dolet rakety klouzavým letem po dohoření paliva.

## A-8
Stejně jako Aggregat A-6 měla být raketa A-8 stejná jako A-4 pouze mely být použity jiné pohonné látky. Jednalo se o vinyléter, kyselinu dusičnou a naftu. Projekt skončil pouze jako studie jelikož nebyl vyvinut motor pro tuto směs látek.

## A-9/A-10

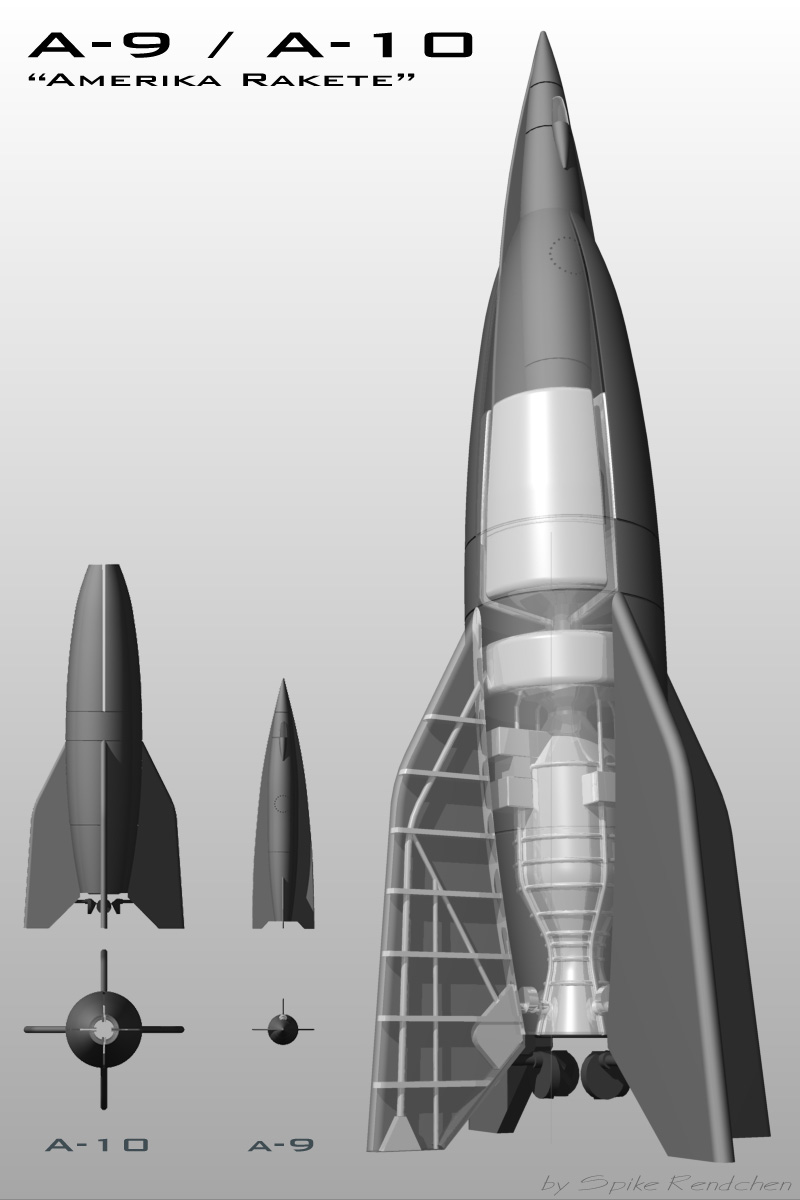
A-9/A-10

Výzkum mezikontinentální střely započali němečtí konstruktéři roku 1943. Mělo jít o dvoustupňovou raketu, která by svým doletem ohrozila vzdálené Spojené státy americké. První stupeň (A-10), bylo nosné těleso, na kterém byl uchycen druhý stupeň A-9, jehož konstrukce vycházela z rakety A-4b. Po startu měl první stupeň udělit raketě rychlost 1 200 m/s a dosáhnout výšky 160 kilometrů. Poté by se první stupeň oddělil a po zažehnutí motoru druhého stupně by na suborbitální dráze došlo k navýšení rychlosti až na 2 800 m/s. Po přeletu oceánu měla být raketa pomocí radiolokátorů navedena na cíl. Projekt skončil pouze jako studie, jednalo se však o historicky první vážně myšlený vývoj mezikontinentální rakety.